# Rakitnica (Trnovo, canton de Sarajevo)
Pour les articles homonymes, voir Rakitnica.
Rakitnica (en cyrillique : Ракитница) est un village de Bosnie-Herzégovine. Il est situé dans la municipalité de Trnovo, dans le canton de Sarajevo et dans la fédération de Bosnie-et-Herzégovine. Selon les premiers résultats du recensement bosnien de 2013, il compte 36 habitants.

## Géographie
Le village est situé dans les gorges de la rivière Rakitnica, un affluent droit de la Neretva, et sur les pentes méridionales du mont Bjelašnica. Ces gorges sont inscrites sur la liste des réserves de paysages naturels de Bosnie-Herzégovine.

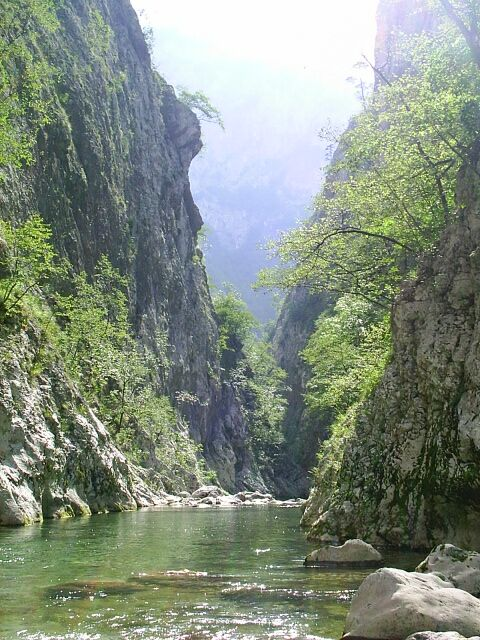
Les gorges de la Rakitnica

## Démographie

### Évolution historique de la population dans la localité
| 1948 | 1953 | 1961 | 1971 | 1981 | 1991 | 2013 |
| ---- | ---- | ---- | ---- | ---- | ---- | ---- |
| -    | -    | 229  | 209  | 153  | 85   | 36   |

|  |